# Жирар де Пропиак, Катрин Жозеф Фердинанд
Катрин Жозеф Фердинанд Жирар де Пропиак (фр. Catherine-Joseph-Ferdinand Girard de Propiac; 1759, Дижон — 1 ноября 1823, Париж) — французский писатель-искусствовед и композитор.

## Биография
В молодости сочинял романсы и написал несколько комических опер, с 1787 по 1790 год успешно шедших на сцене театра итальянской комедии; ряд романсов исполнялся певицей Перье. В 1791 году эмигрировал из страны, в период Консульства (в начале правления Наполеона) вернулся и работал архивариусом в департаменте Сены. Хорошо образованный Пропиак, знавший несколько языков, жил почти постоянно в нужде из-за своей страсти к игре.
Издал много сочинений, по большей части переводы (переводил с греческого и немецкого): «Trois déesses rivales», «Fausse paysanne», «Savoyardes», «Continence de Bayard», «Dictionnaire d’amour», «Beautés de l’histoire sainte». На русском языке напечатаны: «Плутарх для прекрасного пола» (1816—1819), «Любопытнейшее в мире изящнейших произведений природы и искусства» (1826), «Достопамятности в мире» (1822), «Письма, мысли и творения Принца-де-Линя». Наиболее известные оперы: «Les trois déesses rivales» и «la continence de Bayard».